# Valle de Juárez (Chihuahua)
El Valle de Juárez es como su nombre lo indica, un valle localizado en el extremo norte del estado mexicano de Chihuahua y ubicado hacia el sureste de Ciudad Juárez en las márgenes del río Bravo y junto a la Frontera entre Estados Unidos y México.

## Localización
Localizado en una de las zonas más desérticas del estado, durante las décadas de 1950 y 1960 se realizaron en la zona grandes obras de irrigación aprovechando el agua del río Bravo y que lo convirtió una zona agrícola, fundamentalmente se dedicó a la siembra de algodón, sin embargo, el declive de este producto agrícola así como las frecuentes sequías han conllevado el abandono de esta actividad.

## Topografía
El Valle está formado por la zona sureste del municipio de Juárez, la zona norte del municipio de Guadalupe y la práctica totalidad del municipio de Práxedis G. Guerrero, entre sus principales poblaciones están El Sauzal, San Isidro D.B., Loma Blanca, San Agustín, Doctor Porfirio Parra, Barreales, Guadalupe, Práxedis G. Guerrero y El Porvenir. Su principal comunicación es la Carretera Federal 2 que en ese sector es comúnmente conocida como la Carretera del Valle de Juárez o Carretera Juárez-Porvenir, por sus puntos de inicio y fin.